# هانا ملنیچنکو
هانا ملنیچنکو (اوکراینی: Ганна Анатоліївна Мельниченко؛ زادهٔ ۲۴ آوریل ۱۹۸۳) ورزشکار هفت‌گانه زن اهل اوکراین است.
از افتخارات وی میتوان به کسب مدال هفت‌گانه در مسابقات جهانی دو و میدانی ۲۰۱۳ اشاره کرد.